# Underworld: Blood Wars
Underworld: Blood Wars is een Amerikaanse actie-horrorfilm uit 2016 onder regie van Anna Foerster. Het is het vijfde deel in de Underworld-filmserie.

## Synopsis
'Underworld: Blood Wars' volgt vampierenstrijdster Selene die aanvallen moet zien te weren van zowel de clan van Lycan als de factie die haar verraden heeft. Met haar bondgenoten David en zijn vader Thomas moet ze de eeuwige oorlog tussen Lycan en vampieren zien te stoppen. Zelfs als dat betekent dat ze hiervoor het ultieme offer moet brengen...

## Rolverdeling
- Kate Beckinsale - Selene
- Theo James - David
- Lara Pulver - Semira
- Tobias Menzies - Marius
- Bradley James - Varga
- Peter Andersson - Vidar
- James Faulkner - Cassius
- Clementine Nicholson - Lena
- Daisy Head - Alexia
- Oliver Stark - Gregor
- Charles Dance - Thomas